# 大島こうすけ
大島 こうすけ（おおしま こうすけ、1970年9月4日 - ）は、日本の作曲家、編曲家、キーボーディスト、音楽プロデューサー。
福岡県出身。血液型はO型。

## 来歴
1990年 - ヤマハ音楽院を卒業。
1991年 - LOUDNESSのサポート・ミュージシャンとしての活動を行う。後に上杉昇、柴崎浩らとWANDSを結成し、自身はキーボードを担当。シングル「寂しさは秋の色」でデビュー。
1992年 - シングル「ふりむいて抱きしめて」、アルバム「WANDS」で作曲・編曲を手掛ける。シングル「もっと強く抱きしめたなら」をリリース後にWANDSを脱退。その後、DEEN加入前の池森秀一の「Dreamin'」の編曲を手掛ける。
1993年 - 佐々木美和らと「SO-Fi」を結成。WANDS脱退後も、シングル「時の扉」、シングル「恋せよ乙女」の作曲を手掛ける。
1998年 - B'zの「B'z LIVE-GYM'98 SURVIVE」にサポート・キーボーディストとして参加。
2000年 - 本名の下の名前をひらがなに改称。
2005年 - 望月英莉加、満園庄太郎と共に大満月を結成。同年、バンドメイトであった柴崎浩の仲介でT.M.Revolutionのセルフ・カバー・アルバム『UNDER:COVER』の制作に参加（編曲を2曲担当）。
2010年 - 嵐に提供したシングル「Dear Snow」が、シングル「時の扉」以来のオリコンシングル年間チャートTOP10入りを果たした。
2011年4月2日 - 西川貴教主催のチャリティライブにゲスト参加。西川、柴崎、SUNAOと「HEART OF SWORD 〜夜明け前〜」を演奏した。柴崎とのライブ演奏はWANDS時代を含め初となる。
2014年 - 稲葉浩志の「Koshi Inaba LIVE 2014 〜en-ball〜」に、サポート・キーボーディストとして参加。
2016年 - 稲葉浩志の「Koshi Inaba LIVE 2016 〜enIII〜」に、サポート・キーボーディストとして参加。
2017年 - 京響プレミアム 大島こうすけ交響組曲「Life〜キミトノセカイ〜」初演。原案・作曲・編曲・ピアノ担当。
2018年・2019年 - WANDS第4期として楽曲制作を開始し脱退。
2019年 - 京響プレミアム 大島こうすけ交響組曲「Life〜永遠の夢人〜」初演。原案・作曲・編曲・ピアノを担当。
2020年 - コロナ禍にオンラインを中心とした一般向けレクチャースクール「OK Music Workout」を開講。

## プロデュース
- SO-Fi
- RAMJA
- カラーボトル
- 大葉るか
- 星野晃代
- 大満月
- ChuriSta
- KNOCK OUT MONKEY
- MAN WITH A MISSION

## 楽曲提供

### 作曲
- 嵐「Dear Snow」「ever」「wanna be...」
- 倖田來未「走れ!」
- organs café「あなたは愛にウソをつけますか?」
- 竹井詩織里「DRIVE」
- Bon-Bon Blanco「恋の課外授業」「愛のナースカーニバル」「世界のはじまりのように」
- May J. 「OUR FUTURE」
- WANDS「時の扉」※大島在籍時に完成していた曲（発表に当たって手直しが行われている）「そのままの君へと…」「恋せよ乙女」

### 作曲・編曲
- アイドルカレッジ「ぼくは泣かない」
- アフィリア・サーガ・イースト「恋をゲームにしないで!」「飛行実習〜Learn To Fly〜」、「ヴィーナス☆女神っくす!」
- アフィリア・サーガ「ネプテューヌ☆サガして」「Everlasting Friends」「約束のあの空の果てへ」「SPRInG FAcTiON」
- 純情のアフィリア「Spiral Star」「Everlasting Friends」「SPRInG FAcTiON」「ヴィーナス☆女神っくす！」「ネプテューヌ☆サガして」
- 嵐「Hung up on」「「じゃなくて」」
- イケてるハーツ「Happy Day = Beautiful Day」
- いとうかなこ「Fly to the Sky」「この空の彼方に」
- 稲場愛香「終わらないインソムニア」「いい子じゃいられNight」
- 岩田さゆり「step up tears」
- 宇徳敬子「True Kiss」（作曲は宇徳敬子と、編曲はNAKEDGRUNとの共作）
- 岡部倫太郎（cv.宮野真守）「難攻不落の new gate」
- 上木彩矢「Walking down the street」
- キティ & ダニエル「恋しちゃいなタウン」※ハローキティ公式ソング
- KEIKO「茜」「笑ってやる」
- 小枝「明日のBlue wing」「WING」
- 近藤房之助「マ～ネ～」
- Ko-saku「愛シイ宝モノ」
- 椎名まゆり（cv.花澤香菜）「優しい夕暮れ」
- J.A.M CREAM「Hapy Time, One More Time」「Sunshine」「Song Forever」「冬のラプソディー」
- JUON（JUONとの共同作曲・共同編曲）
- 田村ゆかり「Libido zone」「シレーヌの心音」
- ChuriSta「Brand New World」
- Zwei「Dragon」「FAKE FACE」「白い街」「1+1=2」「GATEWAY LOVE」「約束のオーグメント」「ライア」
- 豊川めい「アネモネ」
- 夏海里沙（Laura Liza）「Quiero verte～逢いたい～」
- 西川貴教「Elegy of Prisoner」
- フェロ☆メン「ラブソング」
- Baby M「また、桜の下で…」
- 星野晃代「Roller☆Girl」
- Bon-Bon Blanco「愛 WANT YOU!!」「We are B3 〜放課後編〜」「バカンスの恋」「The sea of the time」「BON VOYAGE!」「La La 口笛吹いて行こう」「So Many X'mas」「愛がいっぱい」（KTとの共同作曲）「AGAIN」「ユラユラ揺れる」
- 真中潤「Get the Party」
- 宮崎羽衣「キレナイナイフ」「キズナノ唄」
- mink「Tomorrow to believe」
- RAMJA「月と遊泳」「過去」「愛の生活」その他ほぼ全曲
- May J.「君が溢れだす」「SECRET DIARY」（May J.との共同作曲）「きみの唄」「本当の恋」「Glory Wave」
- Luz「Heaven」
- RUMI「Doll」
- WANDS【在籍時：「ふりむいて抱きしめて」「Baby Baby Baby」「Cloudy sky」「もう 自分しか愛せない」「Good sensation」（柴崎浩との共同作曲）「この夢だけを…」「Listen to the heartbeat」】「White Memories」※大島在籍時に完成していた曲（発表に当たって手直しが行われている）「真っ赤なLip」

### 編曲
- アフィリア･サーガ･イースト「メリディンの祈り」「放課後_ロマンス」「聖ナル wktkノ星」「飛行実習～Learn To Fly～」「未来が私を待っている」
- 純情のアフィリア「RE:QUEST」「残酷のバベル」
- Aldious「I Wish For You」（サウンドプロデュースも兼任）
- 生沢佑一「EYE'S」
- 池森秀一「Dreamin'」
- 大野愛果「Blue Umbrella」（大野愛果と共同編曲）
- 大葉るか「センチメンタル･アナーキー」ほか全曲
- カラーボトル
  - to be or not to be「グッバイ・ボーイ」「長靴」「N.Yライオン」「笑って」「幻」
  - ぐっと・ミュージック「グッバイ・ボーイ」「ダイヤモンド」「パン屋さん」「ヘイ・ジョージア」「金星に願った」「胸飾り」
  - グッバイ・ボーイ「グッバイ・ボーイ」「ヘイ・ジョージア」
  - 彩色メモリー「イェイ・イェイ・イェイ」「あえない二人」「ソルティードッグ」「偶然」「シンデレラ」「言葉」
- 木村拓哉「I'll be there」（MAN WITH A MISSIONとの共同編曲）
- 栗林誠一郎「帰らない季節」「Nobody Got It Right」「I Love You」※アルバム「Rest of My Life」収録曲
- ジェロ「めざまし夢音頭」
- Thinking Dogs「Are you ready?」
- SPYAIR 「ROCKIN' OUT」「ROCKIN .F N" OUT」「COME IN SUMMER」「NO-ID feat. JASMINE」「RAGE OF DUST」「Brand New Days」（全て共同編曲）
- 高岡亜衣「ヒトスジノヒカリ」「SAMURAI JOKER」（増崎孝司と共同編曲）
- 大満月
  - Scene #00「砂漠の月」「1976 California」「Don't Let Me Die」「LADY MADE IN HEAVEN」
- TUBE
  - 「月と太陽」（以下全てTUBEと共同編曲）「燃える煙るモナムール」「冬のプレゼント」「Paradiso 〜愛の迷宮〜」
- 2BACKKA
  - Sign「Mawase」「Lyrical Pop」「Unity Connection」「第三都市」「知らない街」「追憶」「Don't Think, Feel!!」「Let's」「泪橋大摩擦音飯店」「Oh Yeah 〜守るべきもの全てに〜」「旅人」（全曲Dr.Tylerの名前でHAMMER a.k.a. BACKKA ONEと共同編曲）
- Zwei「Distance」「声」「小指のパラドックス」「拡張プレイス」「純情スペクトラ」
- T.M.Revolution「HEART OF SWORD 〜夜明け前〜」「LIGHT MY FIRE」（AL.｢UNDER:COVER｣）「last resort」（AL.｢UNDER:COVER 2｣）
- DEEN「Keep on Dancin'」など
- DIMENSION（全てDIMENSIONとの共同編曲）
  - Ninth Dimension "I is 9th"「Lazy Dog」「One and Three」「Close to Your Heart」
  - 10TH-DIMENSION「Sun Beam」「Cyber Adventure」「Head Hunter」
  - 14th Dimension "Hearts"「Stylish of Swing」
- 豊川めい「愛・ルネサンス」
- 中谷美紀「あなたがわからない」
- 中原薫「街中の素敵 みんな着飾って」
- 新山詩織「何者」「あなたに」
- 西川貴教「ever free」（カバー）
- B'z「May」
- Pistol Valve
  - Stick 'em up!「Flower love」「GEN☆彡」「Rock This Town」
- FIELD OF VIEW「抱きしめたい〜Everynight everyday〜」
- flow-war「Everyday」「大江戸線と猫と僕」「武器を取れ」
- Bon-Bon Blanco「手のひらを太陽に」「サンタが街にやってくる」
- 松本孝弘（B'z）「SAKURA」（松本孝弘と共同編曲）
- 真中潤「Kissing til i die」
- 水原由貴「LOVE IS PAIN」
- 宮崎羽衣「キミへ贈る花」
- 榊原ゆい「恋の炎」「永遠の恋」「七夜月」「にゃんだふる!!」「selfish」「BLOODY TUNE」
- RAMJA「光リ」
- Luz「Heaven」
- ROMANXIA「愛言葉になるD.N.A.」
- T-BOLAN
- 侑璃
- MAN WITH A MISSION
- Soler「Unbelievable」（プログラミング）「Bridge」（キーボード）
- clear「変わらぬ想い」DearestⅡ収録曲
- KNOCK OUT MONKEY（KNOCK OUT MONKEYとの共同編曲）
- May J.「夜空の雪」「ハナミズキ」「Faith」「絆∞Infinity」
- いとうかなこ「キズナノミライ」
- 大森隆志「THEME OF YAMATO」「九月の風」「THEME OF YAMATO（Acoustic Version）」（大森隆志との共同編曲）
- La PomPon「BUMP!!」
- Novelbright「PANDORA」
- 逹瑯「エンドロール」「残刻」
- タイトル未定「桜味」

## レコーディング参加曲
- WANDS「Brand New Love」ラップ・レコーディング参加
- T.M.H.R.（西川貴教、ミゲル・ゲレイロ、島谷ひとみ）「チカラにかえて」ピアノ・レコーディング参加
- 大黒摩季「LOVE MUSCLE」

## CM曲
- ユニリーバ・ジャパン
  - 「モッズヘア/モイストフィニッシュ（See the Feeling編）」
  - 「モッズヘア/ベースウォーター（nightmare編）」
- SKY PerfecTV!「KAT-TUN編」
- DCキャッシュワン「米倉涼子編」
- ロート製薬「メンソレータムもぎたて果実（KAT-TUN編）」
- ソニー「Cyber-shot」
- BMW
- フォルクスワーゲン
- Mini Cooper
- 日産自動車
- 任天堂「ニンテンドーDS」
- Pico
- NTTドコモ
- コカ・コーラボトラーズジャパン
- am/pm